# Dina Murić
Dina Murić je književnica iz Crne Gore, laureatica nagrade Risto Ratković za mlade pjesnike 2010. godine. Pjesnikinja je, esejistica i filmska producentica. 

Rođena je 1982. godine u Rožajama, Crna Gora. Autorica je četiri zbirke poezije, „Suza na kamenu“ – 1998, „Amarilis“ – 2001, i „Slike koje su ubile mit“ – 2010, te zbirke narativne poezije „Balkanski Evnuh“ – 2017 godine. Zbirka poezije „Slike koje su ubile mit“, nagrađena je nagradom „Risto Ratković“ za mlade pjesnike 2010 godine. Njena poezija je objavljivana u više žurnala i antologija, te prevođena na strane jezike. Pored književnosti, bavi se filmom. Živi i radi u Beču, Austrija.